# Araeotanypus zumpti
Araeotanypus zumpti är en skalbaggsart som beskrevs av Rudolph Petrovitz 1967. Araeotanypus zumpti ingår i släktet Araeotanypus och familjen Hybosoridae. Inga underarter finns listade.